# Reteporella unguicula
Reteporella unguicula är en mossdjursart som beskrevs av Hayward 2004. Reteporella unguicula ingår i släktet Reteporella och familjen Phidoloporidae. Inga underarter finns listade i Catalogue of Life.